# История евангельских христиан-баптистов

Баптистское крещение, г. Минусинск, 1907

В этой статье описывается исто́рия ева́нгельских христиа́н-бапти́стов — основной конфессии, придерживающейся баптистского вероучения на территории России, Украины, Белоруссии, иных стран постсоветского пространства.

## Дата основания
В официальной историографии ЕХБ (в частности, издании ВСЕХБ о своей истории — книге «История евангельских христиан-баптистов в СССР») утверждается, что датой основания русско-украинского баптизма принято считать время крещения Н. И. Воронина М. К. Кальвейтом в реке Кура — ночь 20 августа 1867 года. Это утверждение основывается на более ранних публикациях в баптистской печати и на том факте, что в 1967 году ВСЕХБ широко отмечал 100-летний юбилей братства евангельских христиан-баптистов в СССР.
Однако дискуссия относительно даты, с которой следует отсчитывать историю русско-украинского баптизма, ранее имела место. По данным немецкого историка Вильгельма Кале (Wilhelm Kahle), группа украинских баптистов в США во главе с Л. С. Жабко-Потаповичем настаивала, опираясь на «неясные сообщения», что баптистские крещения на Украине якобы практиковались с 1850-х годов. По мнению Вильгельма Кале, побуждением к такой позиции был «определённый украинский национализм» эмигрантов.

## Дореволюционный период

### Этапы
Вильгельм Кале делил историю конфессии до момента создания ВСЕХБ на следующие этапы:
- С 1861—1862 годов (времени зарождения штундизма на Украине) или 1867 года (крещения Н. И. Воронина)[4] до 1884 года. Зарождение конфессии.
- 1884 год (в этот год были предприняты первые попытки объединения и в этом же году государство сделало достаточно много шагов для преследования движения) — 1905 год. Появились лидеры, появился Союз баптистов, хотя и имевший более декларативный характер.
- 1905 год (время выхода манифестов, облегчающих положение протестантов) — 1917 год. Период новых возможностей к созданию объединений, деятельности съездов и развития конфессиональной прессы. Однако примерно с 1910 года наступил новый виток реакции в государстве и подавления евангельского движения.
- 1917 год (революции) — 1929 годы (выход правительственного постановления «О религиозных объединениях»).
- 1929 год — 1944 год (создание ВСЕХБ)[5].

Православные, вступающие в члены баптистской общины, должны были предоставить подобное удостоверение для исключения их из православных метрических списков

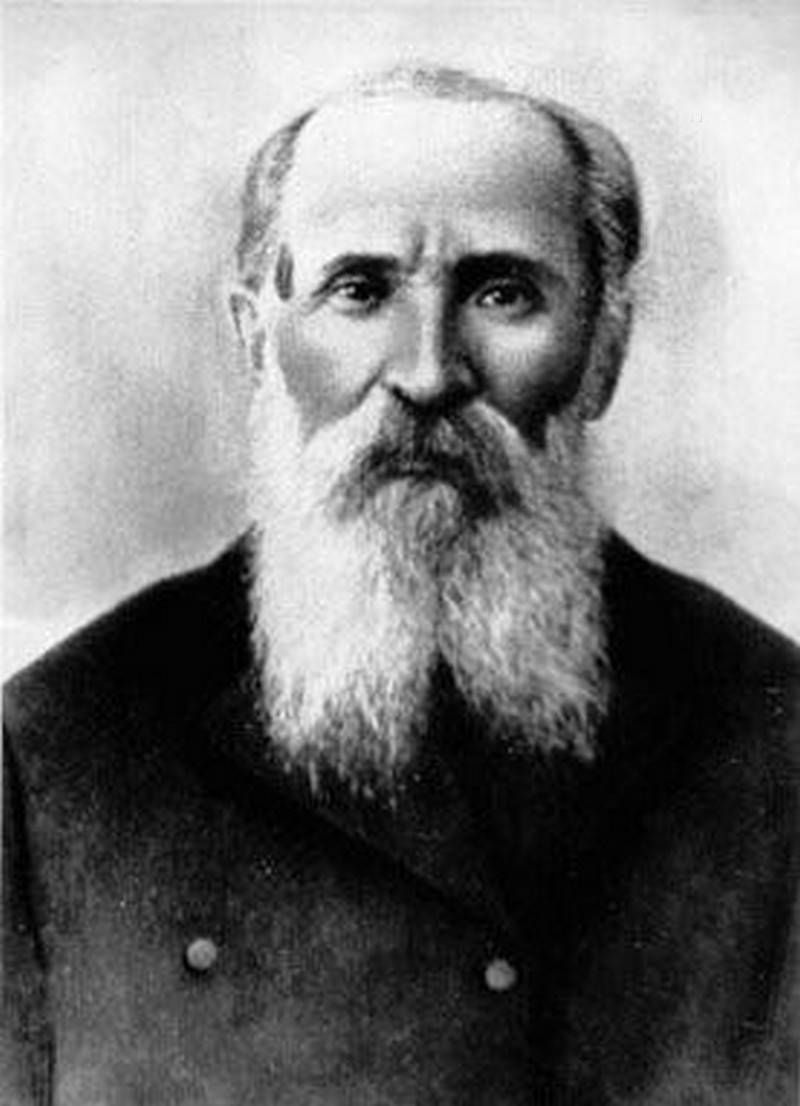
Первый русский баптист Никита Воронин

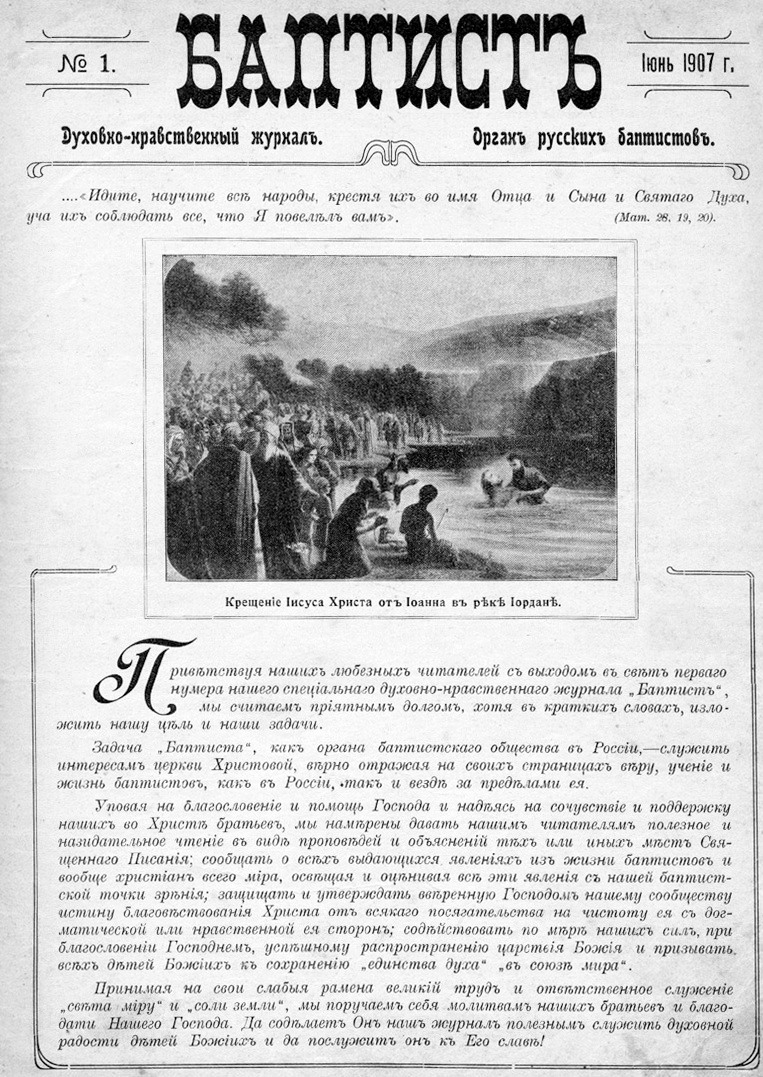
Обложка первого номера журнала «Баптист», 1907

Василий Гурьевич Павлов (1854—1924). Председатель Союза баптистов с 1909 года. Редактор журнала «Баптист».

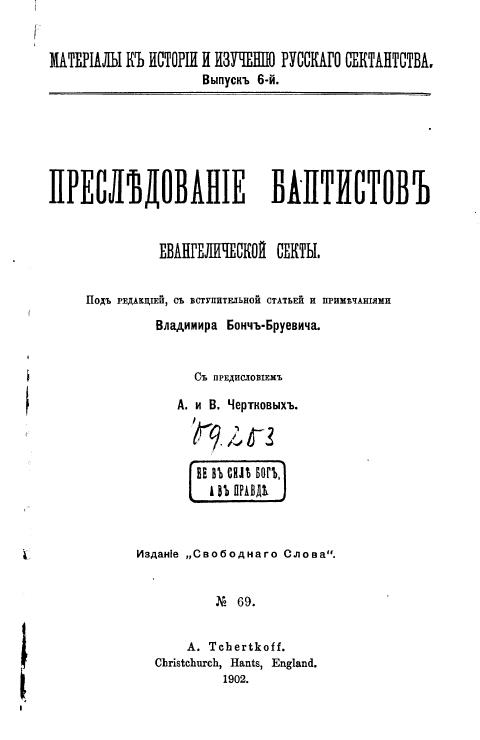
Титульный лист одного из выпусков «материалов» В. Д. Бонч-Бруевича, описывающего преследования баптистов

### Зарождение
Первые в Российской империи общины евангельских христиан и баптистов появились во второй половине XIX века на Кавказе, в Новороссии (Таврическая губерния) и в Санкт-Петербурге.
- На Украине средой для возникновения баптистских общин стало движение штундистов. Среди наиболее видных проповедников-штундистов, внёсших большой вклад в развитие баптизма, стали крестьяне Херсонской губернии Фёдор Онищенко и Иван Рябошапка[6].

- В Закавказье зарождение баптистских церквей произошло в среде молоканства. Здесь первым активным проповедником нового учения стал житель г. Тифлиса молоканский пресвитер Никита Воронин. Также среди молокан и при непосредственном участии миссионеров с Кавказа были основаны первые баптистские общины в Таврической губернии][7][8].

Николай Васильевич Одинцов (1870—1939). С 1925 г. — редактор журнала «Баптист». С 1926 г. — председатель Союза баптистов. В 1933 г. арестован. Умер в заключении.

- Если на Украине и в Закавказье первые общины формировались из крестьян, ремесленников, купцов, то в Санкт-Петербурге инициатором движения евангельских христиан стала высшая петербургская знать. Основатель движения, англичанин лорд Редсток, близкий к плимутским братьям (дарбистам), отставной гвардейский полковник, аристократ В. А. Пашков, графы М. М. Корф, А. П. Бобринский, Е. И. Черткова (дочь графа и жена генерала), княгини Н. Ф. Ливен, В. Ф. Гагарина устраивали публичные духовные собрания с проповедью Евангелия в столичных особняках и в своих родовых имениях. Впоследствии последователи основанного ими направления получили наименование пашковцев. Некоторые члены движения первых десятилетий не порывали формально с православной церковью и были не столь критичны к ней в сравнении с иными протестантами. Они не отрицали детокрещения, категорически неприемлемого в баптизме, а также практиковали открытое причастие, как у дарбистов, к которому допускались все желающие, в то время как баптисты причащались на закрытых Вечерях (допускались только члены баптистских общин)[9][10].

### Дореволюционные гонения
В период, когда обер-прокурором Святейшего Синода был К. П. Победоносцев (1882—1905) стали одним из объектов целенаправленной политики по искоренению «инославных» конфессий, проводимой посредством просветительских и репрессивных мер. Отношение светской администрации к этой политике было неоднозначным, в целом эта политика оказалась провальной[прояснить].

Вильгельм Андреевич Фетлер (1883—1957). Основатель «Дома Евангелия» — самого большого молитвенного дома в России. Основатель журналов «Вера», «Гость». Организатор воскресных школ. Изгнан из России в 1915 году.

### Становление
30 апреля — 1 мая 1884 года в с. Нововасильевка Таврической губернии на съезде баптистов 12 южных губерний основано первое объединение баптистов России — Союз русских баптистов Южной России и Кавказа, председателем которого стал выходец из меннонитов И. Вилер. Через два года его преемником на этом посту стал бывший молоканин Д. Мазаев.
Деятельность петербургского центра евангельского движения тесно связана с именем Ивана Степановича Проханова — выходца из молоканской семьи, крещённого во Владикавказской общине баптистов, и в 1888 году присоединившегося к пашковцам. В 1911 году он создал и возглавил Всероссийский союз евангельских христиан, объединивший христианские общины, исповедовавшие баптистское вероучение, но не входившие в Союз баптистов (преимущественно в северных губерниях страны).
Активная миссионерская деятельность, а также политика царского правительства по высылке сторонников баптизма, привела к быстрому распространению баптистских общин за пределы центров зарождения движения. Так, в 1896 году переселенцами с Кавказа основана первая община баптистов в Западной Сибири, а уже в 1907 году образуется Сибирский отдел Всероссийского союза баптистов с центром в Омске.
В 1905—1906 годы в России были приняты законодательные акты, провозглашавшие веротерпимость, что смягчило положение баптистов и евангельских христиан, однако в годы Первой мировой войны преследования со стороны государственной власти возобновились и прекратились только после Февральской революции 1917 года.

## После революции

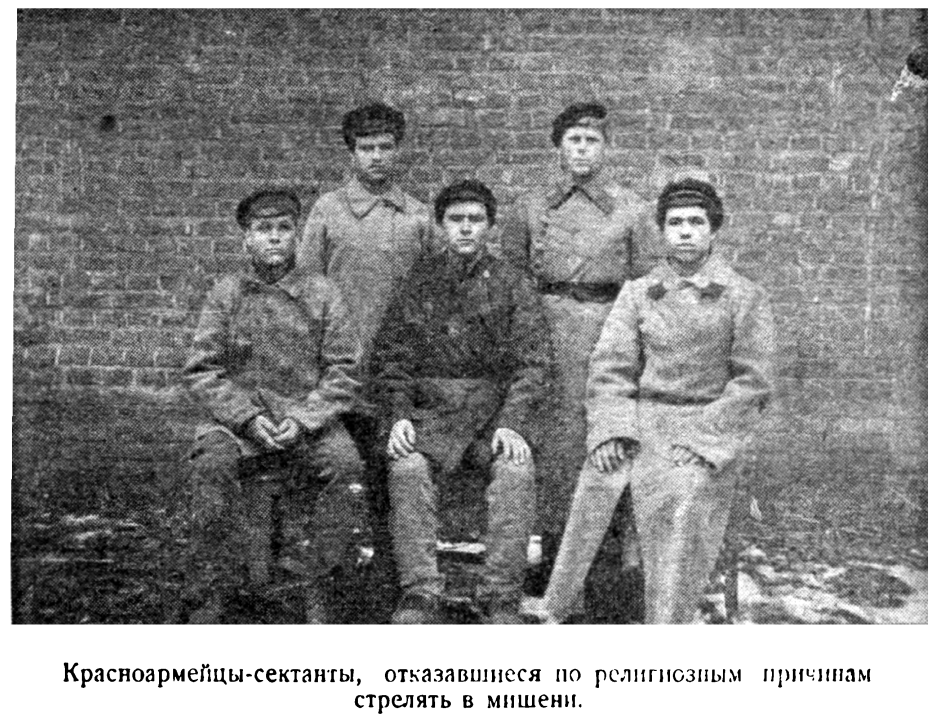
Красноармейцы, отказавшиеся по религиозным убеждениям стрелять по мишеням. Исходя из контекста — евангельские христиане или баптисты

Если на первоначальном этапе существования советской власти евангельские и баптистские общины пользовались относительной свободой деятельности, в частности, имели возможность проведения богослужебных собраний, издания и даже приобретения за рубежом духовной литературы и т. п., то уже ко второй половине 1920-х годов положение указанных деноминаций начало осложняться.

Официально поворот в политике был закреплён постановлением ВЦИК, СНК СССР от 8 апреля 1929 года «О религиозных объединениях», давшим правовое основание для резкого ограничения прав верующих на исповедание религии. В последовавших за этим периодом репрессиях уголовному преследованию подверглись практически все значимые фигуры объединений евангельских христиан и баптистов, а также значительное число служителей отдельных общин и просто активных верующих. По имеющимся подсчётам, около 22 тысяч осуждённых членов обоих движений из лагерей не вернулись. Практически все здания молитвенных домов, за исключением одного в Москве и одного в Новосибирске, были закрыты, что вынуждало верующих организовывать богослужебные собрания нелегально и давало властям новые поводы к репрессиям.

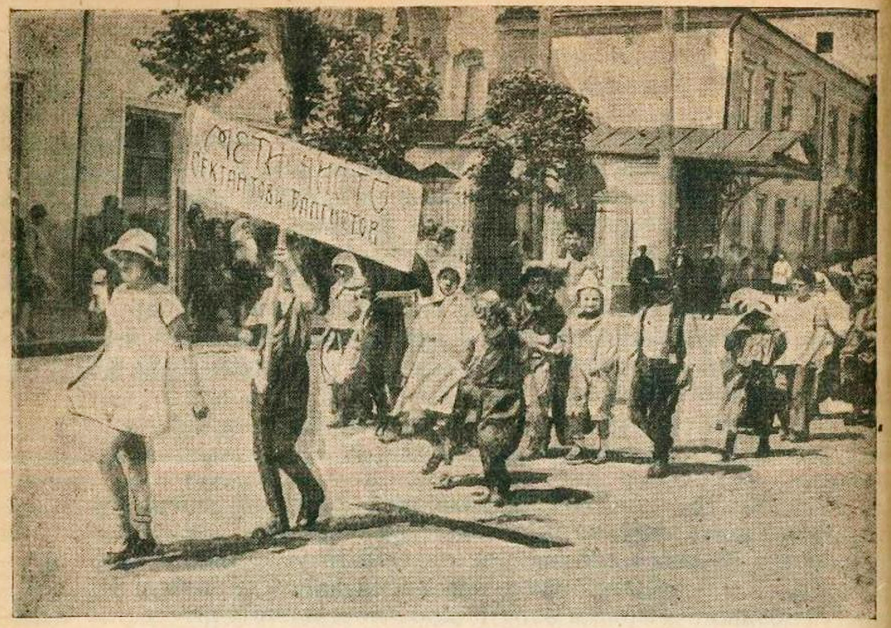
Колонна детей на демонстрации с лозунгом «Мети чисто сектантов баптистов» (Белоруссия), около 1932 г.

Следствием проведения указанной политики стал формальный роспуск в 1935 году Союза баптистов и фактическое прекращение существования в тот же период Союза евангельских христиан.
Вновь изменился подход советского государства к отношениям с религиозными объединениями в годы Великой Отечественной войны, когда интенсивность репрессивной политики по отношению к церковным служителям снизилась, и ряд руководителей союзов евангельских христиан и баптистов был освобождён из мест заключения.

## Создание ЕХБ
В октябре 1944 года на совещании представителей обеих деноминаций было принято решение об объединении, урегулировании спорных вопросов и формировании Всесоюзного совета евангельских христиан и баптистов (с 1945 года — Всесоюзный совет евангельских христиан-баптистов), который получил официальное признание со стороны Совета по делам религиозных культов при Совете Министров СССР.
Позднее к ВСЕХБ присоединилась часть общин других действовавших в СССР христианских конфессий, включая пятидесятников и братских меннонитов.
После Великой Отечественной войны в СССР имелось около 5 тысяч общин, как евангельских христиан, так и баптистских. Из них в 1945—1948 годах официальную регистрацию получили лишь 1696, что ставило прочие церкви в положение действующих нелегально. Ещё более осложнилось положение церквей евангельских христиан-баптистов в период Хрущёвской антирелигиозной кампании. В общинах росло недовольство позицией ВСЕХБ, который, согласно мнению ряда служителей и активных верующих, пренебрегал своей обязанностью по защите права евангельских христиан-баптистов на свободу вероисповедания, проявляя чрезмерный конформизм в отношениях с государством.
В ноябре 1965 года группой пресвитеров, выразивших недоверие ВСЕХБ в связи с принятием последним решений, существенно ограничивавших миссионерскую активность церковных общин и расширявших возможности для государственного вмешательства во внутренние дела церквей, был создан независимый координирующий орган Совет церквей евангельских христиан-баптистов, ставший центром второго по величине баптистского объединения в стране. Данная структура не была признана государством, её деятельность рассматривалась советскими органами власти, как незаконная.
В последующий период баптисты продолжали подвергаться репрессиям, причём наиболее жёсткие меры применялись к сторонникам СЦ ЕХБ. Многие лидеры и церковные активисты были приговорены к наказаниям в виде лишения свободы. Практиковались и такие формы давления, как принудительное помещение в психиатрические стационары, а также незаконное лишение родительских прав.
Тем не менее, несмотря на противодействие миссионерской деятельности и религиозному воспитанию, движение продолжало пополнять свою численность, как за счёт новообращённых, так и за счёт детей верующих родителей (в баптистских семьях широко распространена многодетность). Согласно данным Всемирного баптистского альянса, в 1975 году в СССР насчитывалось 535 тысяч баптистов (включая посещающих богослужения детей).
Некоторые семьи евангельских христиан-баптистов, спасаясь от религиозных преследований при Советской власти, были вынуждены эмигрировать, преимущественно в США и Канаду, где ими основаны объединения церквей в эмиграции (Тихоокеанское объединение славянских церквей евангельских христиан-баптистов США и др.), богослужение в которых проводится на русском языке. Часть таких общин входит в МСЦ ЕХБ.

## Современность
После распада СССР ВСЕХБ прекратил своё существование, во вновь созданных независимых государствах были образованы собственные евангельско-баптистские союзы. В качестве органа, координирующего деятельность объединений ЕХБ стран СНГ, с 1992 года действует Евро-азиатская федерация союзов евангельских христиан-баптистов (ЕАФ ЕХБ).